# Roneat
Roneat sind eine Gruppe von Trogxylophonen in Kambodscha, deren idiophone Klangstäbe aus Holz oder Bambus bestehen, und Metallophone mit Klangstäben aus Bronze.
Der Name leitet sich von roneap, „Bambusstreifen“ ab. Die allgemeine Bauform ist ein bootsförmig leicht nach oben gebogener Resonanzkörper aus Holz. Von dessen Enden sind die Klangplatten (von den metallenen Platten abgesehen) in einer Reihe an Schnüren aufgehängt und spannen sich wie eine Hängebrücke frei über den oben offenen Korpus, ohne diesen zu berühren. Die roneat werden auf dem Boden aufgestellt und vom sitzenden Musiker mit zwei Schlägeln mit scheibenförmigem Kopf gespielt. Für das Spiel im Freien werden härtere, für innen weichere Schlägel verwendet. Die verwandten Instrumente in der klassischen thailändischen und laotischen Musik heißen ranat ek, in Myanmar pattala und werden von den javanischen Xylophonen gambang, sarun oder gender des Gamelan-Orchesters hergeleitet. Alle roneat werden im populären klassischen Mohori-Ensemble und im Piphat-Ensemble für die königliche zeremonielle Hofmusik gespielt. Die Holzplatten liefern einen kurzen, trockenen Ton, der nicht abgedämpft werden muss.

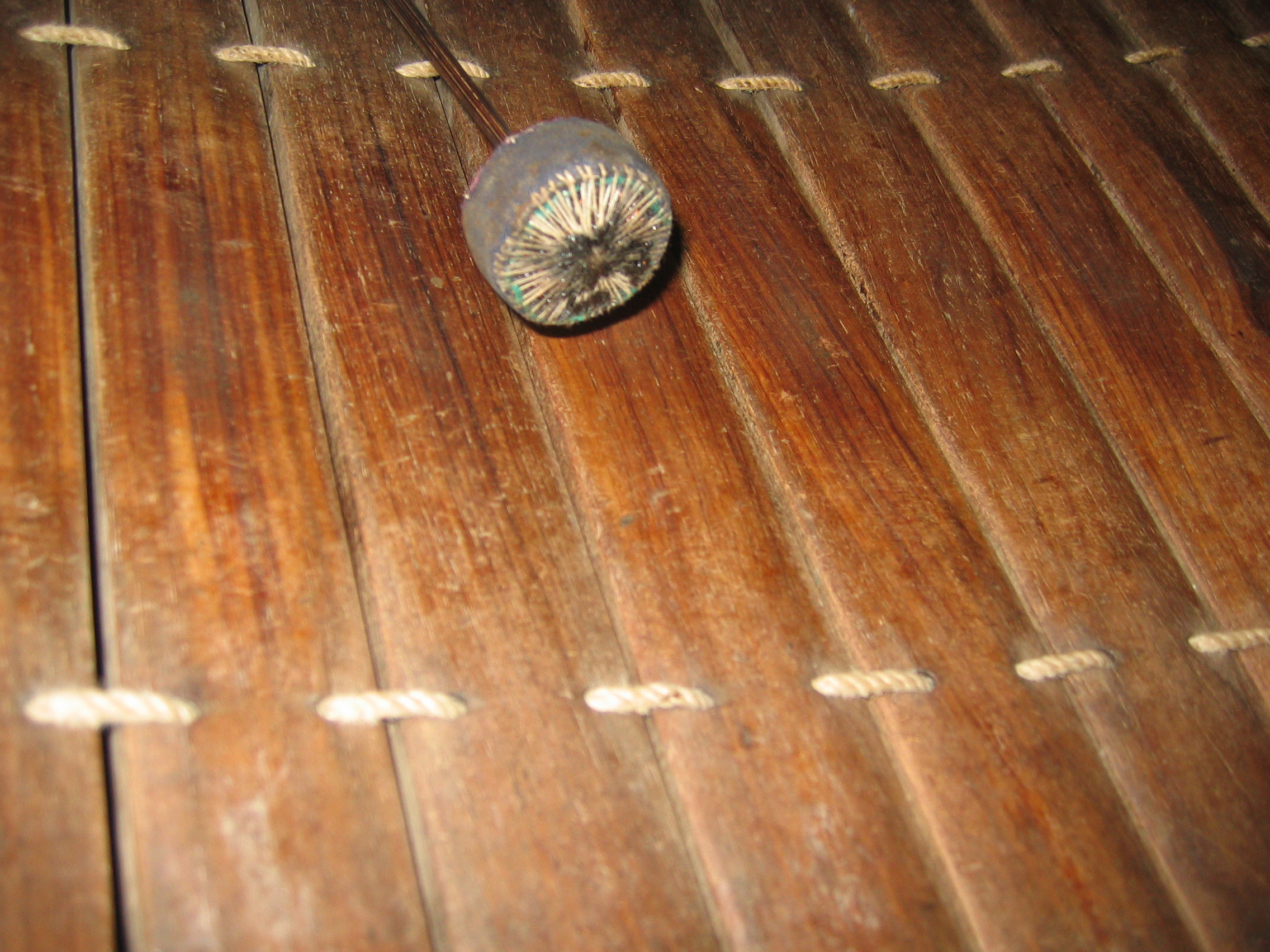
Klangstäbe aus Holz

Das roneat ek („erstes, führendes Xylophon“), auch roneat rut („rennendes Xylophon“), ist das am weitesten verbreitete Instrument dieser Xylophone. Seine 21 hoch gestimmten Klangstäbe bestehen aus Bambus (Bambusa) oder Hartholz mit einer Länge zwischen 30 und 39 cm und einer Breite bis zu 7 cm. Der Resonanzkasten ist 115 cm lang und hat durch kleine Füße Abstand vom Boden. Das roneat ek soll laut Vorstellung der Musiker im Orchester die melodische Hauptlinie übernehmen, tatsächlich spielt es meist Variationen der Melodie, die in gerader Linie von der Oboe sralay oder der Gesangsstimme ausgeführt wird.
Das roneat thung, auch roneat thom („großes Xylophon“) ist etwas größer (125 cm lang), es hat 16 Klangstäbe, die von allen diesen Xylophonen am tiefsten gestimmt sind. Die höchsten Töne beider Instrumente liegen eine Oktave voneinander entfernt. Die Stäbe sind 38 bis 47 cm lang. Das roneat thung spielt weitere Ausschmückungen zwischen den Noten des musikalischen Themas. Es werden nur weiche Schlägelscheiben verwendet.
Das roneat dek hat 21 Klangstäbe in hoher Tonlage aus Bronze, die wegen ihres Gewichts nicht an Schnüren hängen, sondern mit einer weichen Tuchlage direkt auf dem rechteckigen Holzkasten aufliegen. Die Schlägelscheiben sind aus Holz oder Büffelhaut.
Bei dem im 19. Jahrhundert beschriebenen roneat lek lagen über demselben flachen Kasten 17 Eisenplatten. Es entsprach dem seltenen thailändischen ranat lek, auch ranat ek lek genannt.